# Lindenbergia sokotrana
Lindenbergia sokotrana är en snyltrotsväxtart som beskrevs av Friedrich Vierhapper. Lindenbergia sokotrana ingår i släktet Lindenbergia och familjen snyltrotsväxter. Inga underarter finns listade i Catalogue of Life.